# Neoboeckella loffleri
Neoboeckella loffleri is een eenoogkreeftjessoort uit de familie van de Centropagidae. De wetenschappelijke naam van de soort is voor het eerst geldig gepubliceerd in 1992 door Bayly.